# Bouscarle des fourrés
Bradypterus barratti
Espèce
Statut de conservation UICN

 LC  : Préoccupation mineure
La Bouscarle des fourrés (Bradypterus barratti) est une espèce d'oiseaux de la famille des Locustellidae.

## Répartition
On la trouve en Afrique du Sud, au Lesotho, au Mozambique et au Zimbabwe.

## Habitat
Son habitat naturel est les montagnes humides tropicales et subtropicales.